# Карлсбори (община)
Община Карлсбори (на шведски: Karlsborgs kommun) е разположена в лен Вестра Йоталанд, югозападна Швеция с обща площ 801 km2 и население 6757 души (към 31 декември 2013). Административен център на община Карлсбори е едноименния град Карлсбори.